# Александар Теодоров-Балан
Александар Теодоров-Балан (болг. Александър Теодоров-Балан; нар. 27 жовтня 1859, Кубей, Бессарабська область, нині Болградський район Одеської області, Україна — пом. 12 лютого 1959, Софія) — болгарський лінгвіст і літературознавець, академік, перший ректор Софійського університету.

## Біографія
Народився в селі Кубей, яке за три роки до його народження за Паризьким миром 1856 перейшло від Російської імперії Молдавському князівству, а в рік його народження увійшло до складу об'єднаної Румунії.
Навчався філології в Карловому (Прага) і Лейпцизькому університетах. Докторська дисертація, захищена в Празі — «О звуке ь в новоболгарском языке». З 1884 в Софії, працював в Міністерстві народної освіти, викладав історію та діалектологію мови у Вищому педагогічному училищі. У 1888 на базі училища заснований Софійський університет. Теодоров-Балан був обраний в січні 1889 першим ректором університету і ще кілька разів обирався на цей пост. Всього він пропрацював в університеті 70 років.
1907-1910 — секретар Болгарського екзархату. З 1939 — почесний доктор Софійського університету і академік БАН.
Одружений з француженкою Жюлі Гресо, яка померла від туберкульозу; син Мілко — професор рентгенології і анатомії, Володимир — льотчик і авіаінженер, молодший син Станіслав, секретар царя Бориса III.

## Вибрані твори
- Паисий Хилендарски. История славянобългарская (1762), Пловдив 1898
- Софроний Врачански…, С. 1906
- Кирил и Методий. Жития…, С. 1920
- Нова българска граматика, С. 1940
- Борба за съвременен правопис (1921 – 1923 г.), С. 1924
- Нова българска граматика за всякого, С. 1958
- Избрани произведения, С. 1987
- Книга за мене си, С. 1988